# Lucy Minnigerode
Lucy Minnigerode, née le 8 février 1871 et morte le 24 mars 1935, est une infirmière américaine de la Première Guerre mondiale, fondatrice du corps infirmier du Service de santé publique des États-Unis. Elle fut la huitième récipiendaire américaine de la médaille Florence Nightingale, décernée par le Comité international de la Croix-Rouge en 1925.

## Jeunesse
Lucy Minnigerode est née à Middleburg, en Virginie, et est la fille de Charles Minnigerode et de Virginia Cuthbert Powell Minnigerode. Son père a servi dans l'Armée des États confédérés pendant la guerre de Sécession. Sa sœur est l’artiste Marietta Minnigerode Andrews (en), mariée à un autre artiste, Eliphalet Frazer Andrews (en). Son grand-père, l'Allemand Charles Frederick Ernest Minnigerode (de), est professeur de lettres et membre du clergé et surnommé le « père confesseur de la Confédération » parce qu'il était le pasteur d'une église épiscopale de premier plan à Richmond, en Virginie.
Lucy Minnigerode a fréquenté l’Institut Arlington, une école pour filles à Alexandria, en Virginie. Elle a été infirmière à l'hôpital Bellevue de New York et a terminé ses études en 1905.

## Carrière
Minnigerode a été surintendante des infirmières de l’hôpital épiscopal pour les yeux, les oreilles et la gorge à Washington, DC de 1910 à 1914. Elle a rejoint un « navire de secours » de la Croix-Rouge américaine pour travailler dans un hôpital de Kiev en 1914, en tant qu'infirmière en chef pour l'Unité C, sous la supervision d' Helen Scott Hay. De 1915 à 1917, elle dirigea le Columbia Hospital pour femmes à Washington DC. Elle a ensuite rejoint le personnel de Clara Noyes au siège de la Croix-Rouge américaine dans la ville. En 1919, elle a été choisie par Noyes pour inspecter les hôpitaux du US Public Health Service et faire rapport à son sujet, et a été nommée directrice du nouveau département des infirmières relevant du Public Health Service. L'une de ses premières tâches a été de recruter des infirmières dans des hôpitaux pour anciens combattants après 1921. On se souvient d'elle en tant que fondatrice du Corps infirmier des services de santé publique des États-Unis,. Elle a également présidé la section Nurses in Government de l'American Nurses Association (en). Elle a été considérée comme faisant partie du « Cabinet des femmes » informel à Washington en 1925, aux côtés de Grace Abbott , Kathryn Sellers (en) et Mabel Walker Willebrandt (en).
En 1925, elle est devenue la huitième infirmière américaine à recevoir la médaille Florence Nightingale de la Croix-Rouge internationale à Genève. Elle a également reçu l'ordre de Sainte-Anne en Russie.

## Mort et héritage

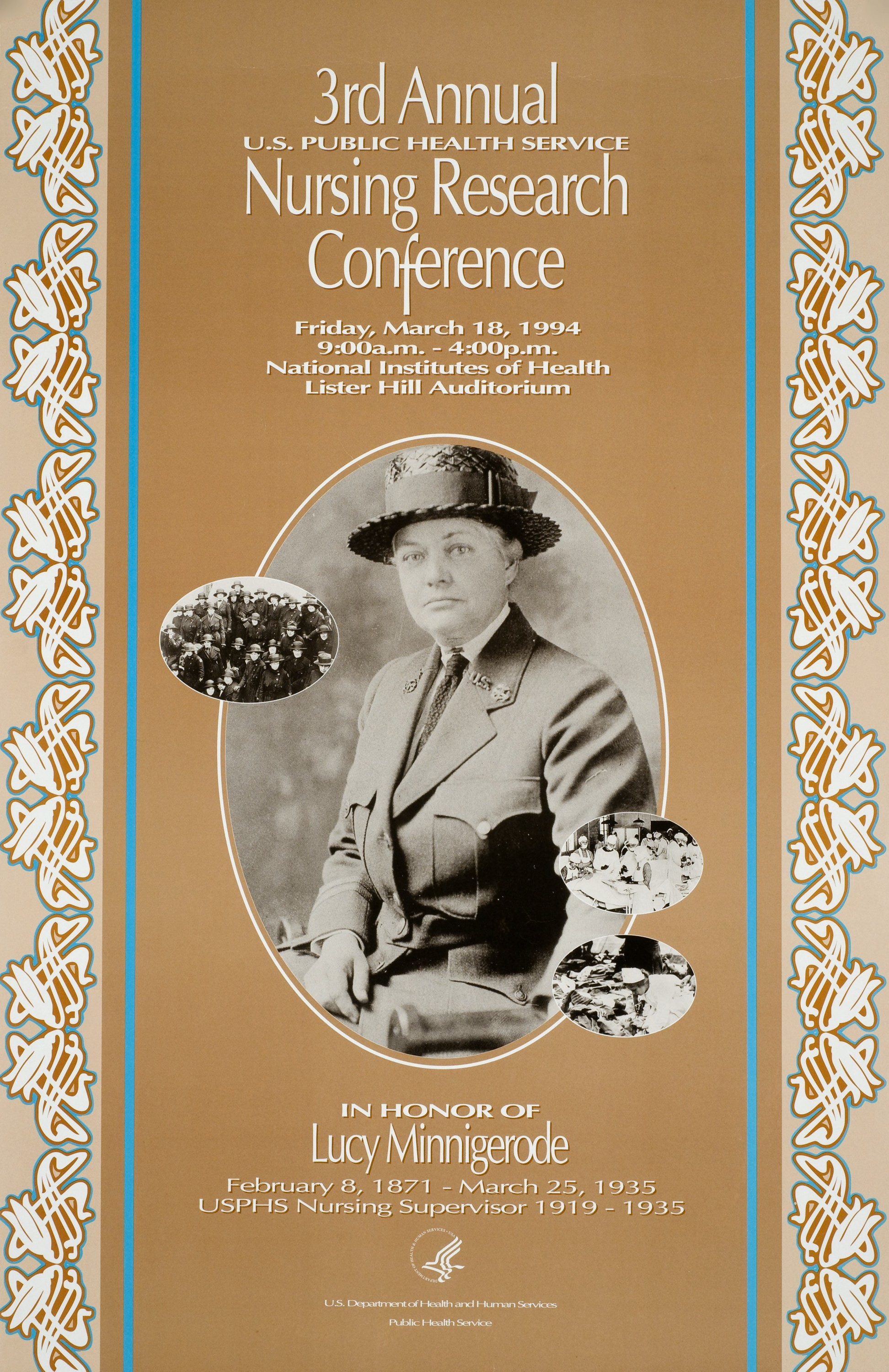
La conférence de recherche en soins infirmiers du service de santé publique des États-Unis en 1994 a présenté Lucy Minnigerode.

Minnigerode est décédée chez sa nièce à Alexandria, en Virginie, en 1935, à l'âge de 64 ans,. L'American Nurses Association a créé un fonds commémoratif Lucy Minnigerode peu après sa mort. Les cinq prix Minnigerode d'excellence en soins infirmiers (MANE), décernés par le US Public Health Service, portent son nom.
En 1994, la conférence de recherche sur les soins infirmiers des services de santé publique des États-Unis a rendu hommage à Lucy Minnigerode. Son image a été utilisée pour l'affiche de l'événement.